# Rethera
Rethera (лат.) — род бабочек из семейства бражников (Sphingidae).

## Описание
Размах крыльев от 40 до 75 мм. Щупики тупые. Шпоры на передних голенях выходят за их конец. Шпоры на средних и задних ног неодинаковы. Преимагинальные стадии (яйца, гусеницы и куколки) описаны только у Rethera komarovi. Гусеницы питаются на растениях семейства мареновые.

## Классификация
В состав рода включают четыре вида
- Rethera afghanistana Daniel, 1958
- Rethera amseli Daniel, 1958
- Rethera brandti Bang-Haas, 1937
- Rethera komarovi (Christoph, 1885)

## Распространение
Представители рода встречаются в Албании, Иране, Туркменистане, Афганистане.